# George Hikah Benson
George Hikah Benson ist ein Politiker in Ghana. Zwischen 2005 und dem 31. Juli 2007 war er Vizeregionalminister der Upper West Region in Ghana. Mit dem Wechsel seines Amtsvorgängers Ambrose Derry in das Amt des Justizministers wurde Benson zum Regionalminister der Upper West Region ernannt.